# きつねうち温泉
きつねうち温泉（きつねうちおんせん）は、福島県白河市にある温泉。

## 泉質
- アルカリ性単純温泉
  - 泉温　30℃

## 温泉地
白河市街地から少し離れた山あいの公園「東風の台公園」の敷地内に、日帰り温泉施設と宿泊施設を兼ねた一軒宿「きつねうち温泉」が存在する。
コテージも併設している。

## 歴史
- 1994年（平成6年）- 開業。

- 2015年（平成27年）- リニューアルオープン。

## アクセス
- 東北自動車道白河中央SICより車で20分。
- 東北本線 白河駅から福島交通バスで50分、「東庁舎前」から徒歩で30分。